# Nguyễn Văn Dương
Nguyễn Văn Dương (sinh năm 1961) là một chính khách Việt Nam. Ông từng là Phó Bí thư Tỉnh ủy, Chủ tịch Ủy ban nhân dân tỉnh Đồng Tháp khóa IX, nhiệm kỳ 2016–2021. Ông có biệt danh là "Ba Gác".

## Lý lịch và học vấn
Nguyễn Văn Dương sinh ngày 12 tháng 2 năm 1961, quê quán xã Mỹ Hội, huyện Cao Lãnh, tỉnh Đồng Tháp;
Ngày vào Đảng Cộng sản Việt Nam: 19/5/1985;
Trình độ: Đại học kinh tế Nông nghiệp, Đại học Hành chính;
Lý luận chính trị: Cử nhân;
Ngoại ngữ: Tiếng Anh trình độ C

## Sự nghiệp
Từ 1/1987 - 11/1988: Cán bộ Phòng Nông nghiệp huyện Cao Lãnh;
Từ 12/1988 - 3/1989: Cán bộ sản xuất xã Bình Hàng Trung, huyện Cao Lãnh;
Từ 4/1989 - 5/1992: Chủ tịch Ủy ban nhân dân xã Bình Hàng Trung, huyện Cao Lãnh;
Từ 6/1992 - 12/1994: Huyện uỷ viên, Bí thư Đảng uỷ xã Bình Hàng Trung, huyện Cao Lãnh;
Từ 1/1995 - 9/1995: Huyện uỷ viên, Phó Chủ tịch Ủy ban nhân dân huyện Cao Lãnh;
Từ 10/1995 - 10/1997: Học viên Học viện Chính trị Quốc gia Hồ Chí Minh tại Hà Nội;
Từ 11/1997 - 1/2000: Huyện uỷ viên, Ủy viên Ban Thường vụ Huyện ủy, Phó Chủ tịch Ủy ban nhân dân huyện Cao Lãnh;
Từ 1/2000 - 6/2002: Phó Bí thư Huyện uỷ, Chủ tịch Ủy ban nhân dân huyện Cao Lãnh
Từ 6/2002 - 5/2010: Tỉnh uỷ viên, Phó Giám đốc Sở, Giám đốc Sở Nông nghiệp và Phát triển Nông thôn, Uỷ viên Ban chấp hành Đảng bộ khối cơ quan dân chính Đảng;
Từ 6/2010 - 7/2014: Tỉnh uỷ viên, Uỷ viên Ban Thường vụ Tỉnh uỷ, Phó Chủ tịch Ủy ban nhân dân tỉnh, Phó Bí thư Ban cán sự Đảng ủy ban nhân dân tỉnh;
Ngày 3/7/2014, tại kỳ họp Hội đồng nhân dân tỉnh Đồng Tháp lần thứ 8 khóa VIII đã bầu bổ sung Nguyễn Văn Dương giữ chức Chủ tịch Ủy ban nhân dân tỉnh nhiệm kỳ 2011-2016 với số phiếu tín nhiệm 56/59, đạt tỷ lệ trên 93%.
Ngày 22/6/2016, tại kỳ họp thứ nhất Hội đồng nhân dân tỉnh Đồng Tháp khóa IX đã bầu Nguyễn Văn Dương, tái đắc cử chức danh Chủ tịch Ủy ban nhân dân tỉnh nhiệm kỳ 2016-2021, với hơn 98% phiếu bầu đồng ý.
Ngày 08 tháng 12 năm 2020,tại kỳ họp thứ 17 Hội đồng nhân dân tỉnh Đồng Tháp đã tiến hành miễn nhiệm chức danh chủ tịch UBND tỉnh đối với ông do nghỉ hưu theo quy định.